# Richard Fell
Richard Taylor Fell (ur. 11 listopada 1948) – brytyjski wyższy komisarz w Nowej Zelandii, wieloletni pracownik Ministerstwa Spraw Zagranicznych Wielkiej Brytanii, gubernator wysp Pitcairn, Henderson, Ducie oraz Oeno (z tych czterech tylko Pitcairn jest zamieszkana).
W 1971 roku ukończył stosunki międzynarodowe na Institute of Commonwealth Studies w Londynie i w tym samym roku znalazł zatrudnienie w Ministerstwie spraw zagranicznych. Pracował jako dyplomata w Kanadzie (Ottawa) i Wietnamie (Sajgon), w 1979 mianowany Chargé d’affaires ambasady Wielkiej Brytanii w Hanoi. W latach 1979–1983 piastował funkcję pierwszego sekretarza delegacji Wielkiej Brytanii w NATO, później pracował na placówkach dyplomatycznych w Kuala Lumpur (1983–1986), Ottawie (1989–1993) i Bangkoku (1993–1996). W 2000 mianowany konsulem generalnym w Toronto, od 2001 roku gubernator wyspy Pitcairn.
Richard Fell jest bardzo niepopularny wśród ludności wyspy Pitcairn. Powodem tego jest jego nieprzejednana postawa, która doprowadziła do umieszczenia w więzieniach sześciu z siedmiu pochodzących z wyspy mężczyzn, oskarżonych o molestowanie seksualne nieletnich. Innym powodem niechęci mieszkańców Pitcairnu do gubernatora jest fakt, iż wstrzymał on regularne połączenie morskie łączące wyspę z resztą świata.